# Müdener Thesen
Die Müdener Thesen sind Thesen zu Aufgaben und Stellung des Notariats in Deutschland und Europa. Sie betreffen unter anderem die Reform des Zugangs zum Anwaltsnotariat. Die Thesen wurden im April 2002 gemeinsam von Notaren und der Arbeitsgemeinschaft Anwaltsnotariat im Deutschen Anwaltverein im Dorf Müden (Örtze) aufgestellt.
Nach einem Beschluss des Bundesverfassungsgerichts vom 20. April 2004 mussten die Anforderungen an das Bewerbungsverfahren für Anwaltsnotare in § 6 BNotO reformiert werden. Dieser Beschluss wurde mit dem Gesetz zur Änderung der Bundesnotarordnung (Neuregelung des Zugangs zum Anwaltsnotariat – BNotOÄndG) vom 2. April 2009 umgesetzt (BGBl. I S. 696).